# 이치카와정 (지바현)
이치카와정(市川町)은 지바현 히가시카쓰시카군에 일찍이 존재했던 정이다. 현재의 이치카와시 중서부에 해당한다.

## 역사
- 1889년 4월 1일 - 정촌제 시행에 수반해 히가시카쓰시카군 이치카와정이 성립하였다.
- 1934년 11월 3일 - 히가시카쓰시카군 야와타 정, 나카야마 정, 고쿠분 촌과 합병해, 이치카와시가 성립하여, 동일 이치카와정은 폐지되었다.

## 교통

### 철도
- 소부 본선
- 게이세이 본선

## 참고문헌
- 人事興信所編『人事興信録 第9版』人事興信所、1931年。
- 『市川市史 第三巻』。